# Pajawankidul
Pajawankidul is een bestuurslaag in het regentschap Kuningan van de provincie West-Java, Indonesië. Pajawankidul telt 2253 inwoners (volkstelling 2010).